# Tymczasowy Komitet Rządzący
Tymczasowy Komitet Rządzący – polski Komitet z siedzibą we Lwowie utworzony 24 listopada 1918 r. w celu sprawowania tymczasowej władzy w Galicji Wschodniej.
Komitet został zniesiony wraz z Polską Komisją Likwidacyjną dekretem Naczelnika Państwa z 10 stycznia 1919, a oba te organy zastąpiła Komisja Rządząca dla Galicji, Śląska Cieszyńskiego, Spiszu i Orawy. Następnie Komisję zastąpił Generalny Delegat Rządu.
W skład Tymczasowego Komitetu Rządzącego weszli: Ernest Adam, Edward Dubanowicz, Artur Hausner, Władysław Stesłowicz (prezydium), Marceli Chlamtacz, Józef Dubanowicz, Adam Głażewski, Stanisław Głąbiński, Adam Kuryłowicz, Bronisław Laskownicki, Henryk Loewenherz, Szczepan Mikołajski, Józef Neumann, Julian Obirek, Franciszek Oziębły, Filip Schleicher, Aleksander Skarbek, Leonard Stahl, Franciszek Stefczyk, Jan Szczyrek, Kazimierz Świtalski.